# Helicia clemensiae
Helicia clemensiae är en tvåhjärtbladig växtart som beskrevs av Herman Otto Sleumer. Helicia clemensiae ingår i släktet Helicia och familjen Proteaceae. Inga underarter finns listade i Catalogue of Life.